# Roha Ashtami
Roha Ashtami (o Roha Kolaba, Roha) è una città dell'India di 19.082 abitanti, situata nel distretto di Raigad, nello stato federato del Maharashtra. In base al numero di abitanti la città rientra nella classe IV (da 10.000 a 19.999 persone).

## Geografia fisica
La città è situata a 18° 25' 60 N e 73° 7' 0 E e ha un'altitudine di 53 m s.l.m..

## Società

### Evoluzione demografica
Al censimento del 2001 la popolazione di Roha Ashtami assommava a 19.082 persone, delle quali 9.877 maschi e 9.205 femmine. I bambini di età inferiore o uguale ai sei anni assommavano a 2.310, dei quali 1.261 maschi e 1.049 femmine. Infine, coloro che erano in grado di saper almeno leggere e scrivere erano 15.427, dei quali 8.235 maschi e 7.192 femmine.